# Castaway Cay
Castaway Cay est une île privée des Bahamas qui sert de port exclusif pour les paquebots de la Disney Cruise Line, le Disney Wonder, le Disney Magic, le Disney Dream le Disney Fantasy et le Disney Wish . Elle sert d'étape sur les croisières de la Disney Cruise Line.
Le 2 août 1998, le Disney Magic accoste pour la première fois avec des visiteurs sur l'île Castaway Cay et escorte juste un an plus tard, le Disney Wonder pour son premier accostage de l'île.
Le 1er septembre 2009, à la suite de l'annonce du début de la construction du Disney Dream, DCL a annoncé que les prestations de l'île seraient augmentées : la plage familiale sera allongée de 700 pieds (213 m) et complétée par des toilettes, une boutique, un nouveau bar  Coockie's Bar-B-Q Too et 20 cabanons privés seront ajoutés, ainsi que Pelican Plunge, un ensemble de toboggans flottants.

## L'île

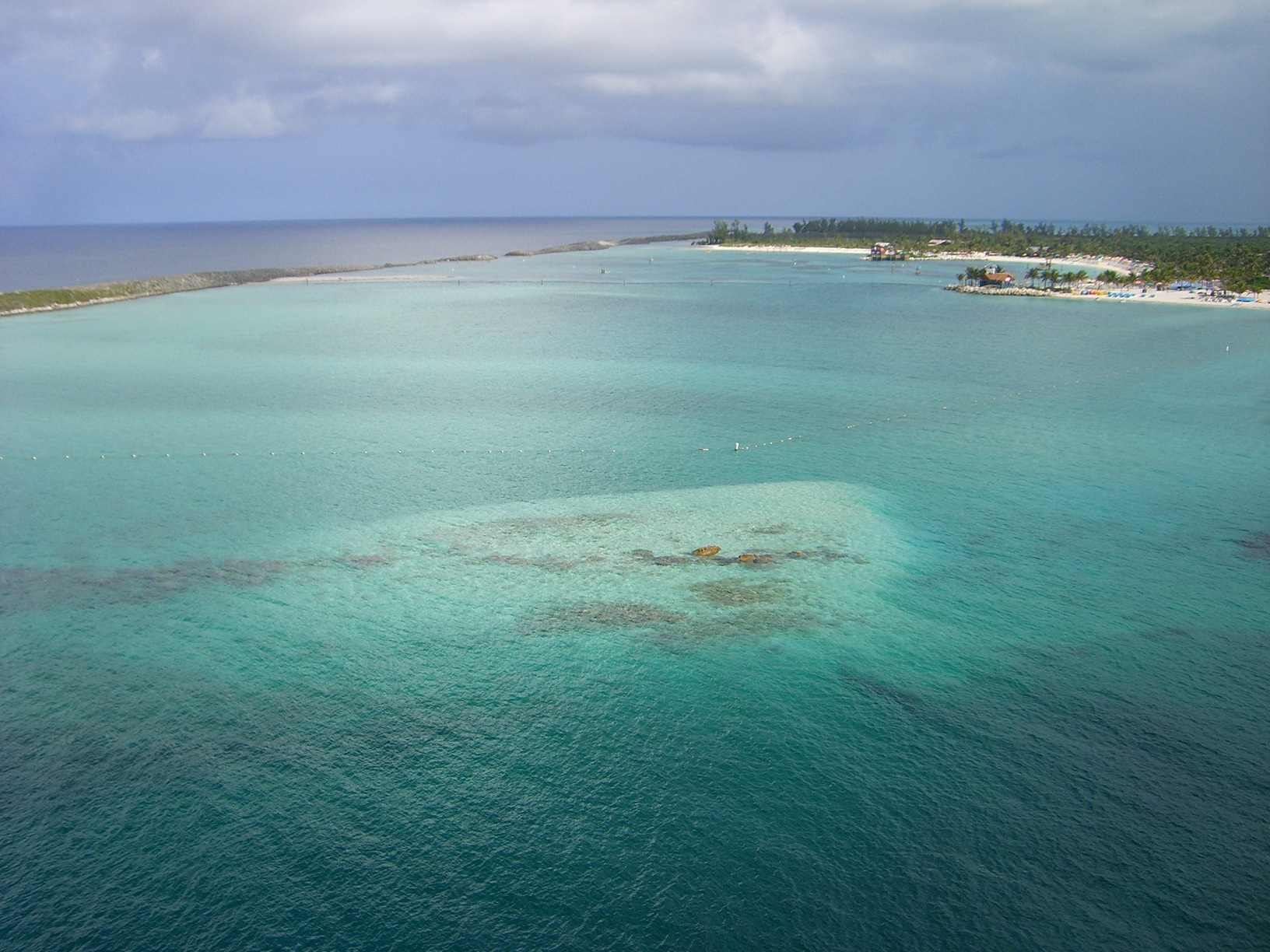
Vue du lagon depuis un bateau amarré.

C'est une île de 405 ha située dans l'archipel de Great Abaco qui avait pour nom Gorda Cay. L'île est orientée vers la façade caraîbienne de l'archipel et non sur l'océan Atlantique. Disney signale qu'elle est juste à un peu plus de 580 km de Walt Disney World Resort. L'île était encore au début du XXe siècle un repaire de pirates et contrebandiers. Une piste d'aviation avait été construite sur l'île mais elle n'est plus utilisée ni entretenue. Au début des années 1980, la scène de plage du film Splash (1984) a été tournée sur l'île. Ce film est la première production d'une filiale alors juste crée de Disney, Touchstone Pictures.
Elle est totalement la propriété de la Walt Disney Company et a été rebaptisée Castaway Cay en février 1996. Ce qui n'est pas le cas des huit autres îles louées par d'autres croisiéristes et utilisées dans un but similaire. Cela permet à la société de contrôler tous les aspects du "spectacle" proposé aux visiteurs par les cast members (la "troupe", ce sont les employés des parcs Disney). Le bureau de poste possède même ses propres timbres des Bahamas aux couleurs de Disney.
Disney aurait payé 25 millions de $ pour développer et aménager l'île, dépassant les 16 millions dépensés par Holland America sur Half Moon Cay et les moindres efforts des autres sociétés. Le résultat est que Castaway Cay possède le plus grand nombre de constructions. Ainsi l'eau de la mer est rendue potable grâce à la technologie de l'osmose inverse.
Seule la partie sud-ouest de l'île est utilisée. Elle comprend un quai, un lagon protégé et bordé de plages et une forêt. Une longue piste sert principalement de voies pour des trams (bus de l'île) mais aussi de piste d'aviation d'urgence, Disney l'ayant de plus thématisée de la sorte. Au nord de cette piste, presque tout est resté à l'état sauvage.
Des bouées peintes avec les visages de Mickey, Donald, Pluto et Dingo sont visibles à l'entrée du port.

### Le quai

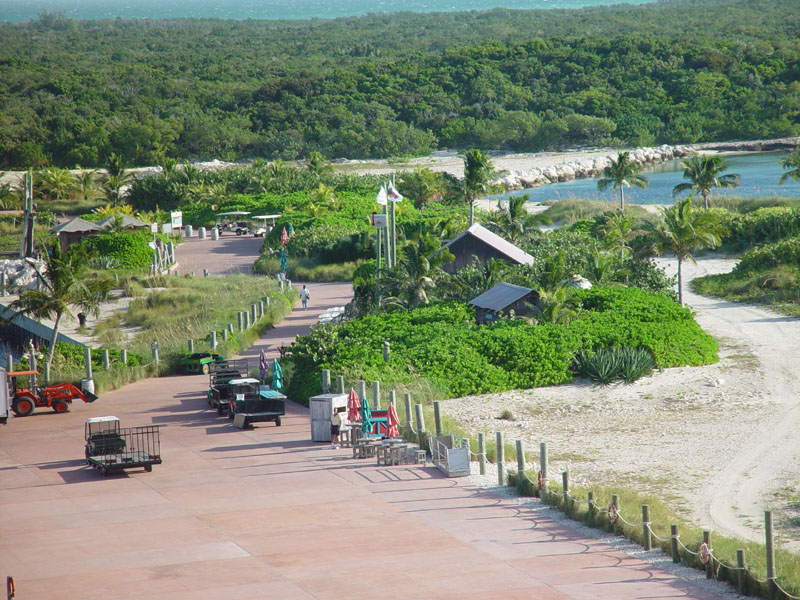
Vue du quai

Le quai et son approche ont été construits spécialement pour les bateaux de Disney, qui peuvent ainsi s'amarrer le long très facilement et qui permet d'éviter le débarquement des passagers par des vedettes appelés Tenders Boats. C'est la seule île privée possédant son propre port pour paquebot. Le port a été creusé entre le lagon de l'archipel et une presqu'île déjà existante qui a été aménagée et consolidée pour devenir le quai. Les bateaux sont toutefois obligés de sortir en marche arrière.
Au bout de la presqu'île un observatoire a été créé et baptisé See for Yourself (Voyez par vous-même). La vue y est assez impressionnante.
Sinon le quai propose un bureau de poste, un embarcadère pour des bateaux, Marges Barges and Sea Charters, et l'un des quatre arrêts du tram de l'île.

### Le lagon
Le lagon, baptisé Snorkel Lagoon, est séparé, en grande partie, de la pleine mer par un éperon de récif corallien quasiment jusqu'à la presqu'île du quai. Il est peu profond et Disney y a emménagé trois baies. Elles s'agencent simplement de la plus grande à la plus petite en partant du port. Elles sont séparées par deux petites avancées, protégées par des rochers:
- la plus grande baie accueille le port et permet la navigation de petites embarcations (en location). Ses rives sont presque totalement constituées de digues rocheuses (dont le quai). Deux filins de chaque côté de cette zone délimitent la zone sécurisée des plages, celle des petites embarcations et le port.
- celle au centre est une plage et a été baptisée Castaway Family Beach.
- la plus petite est une plage et a été baptisée Teen Beach.

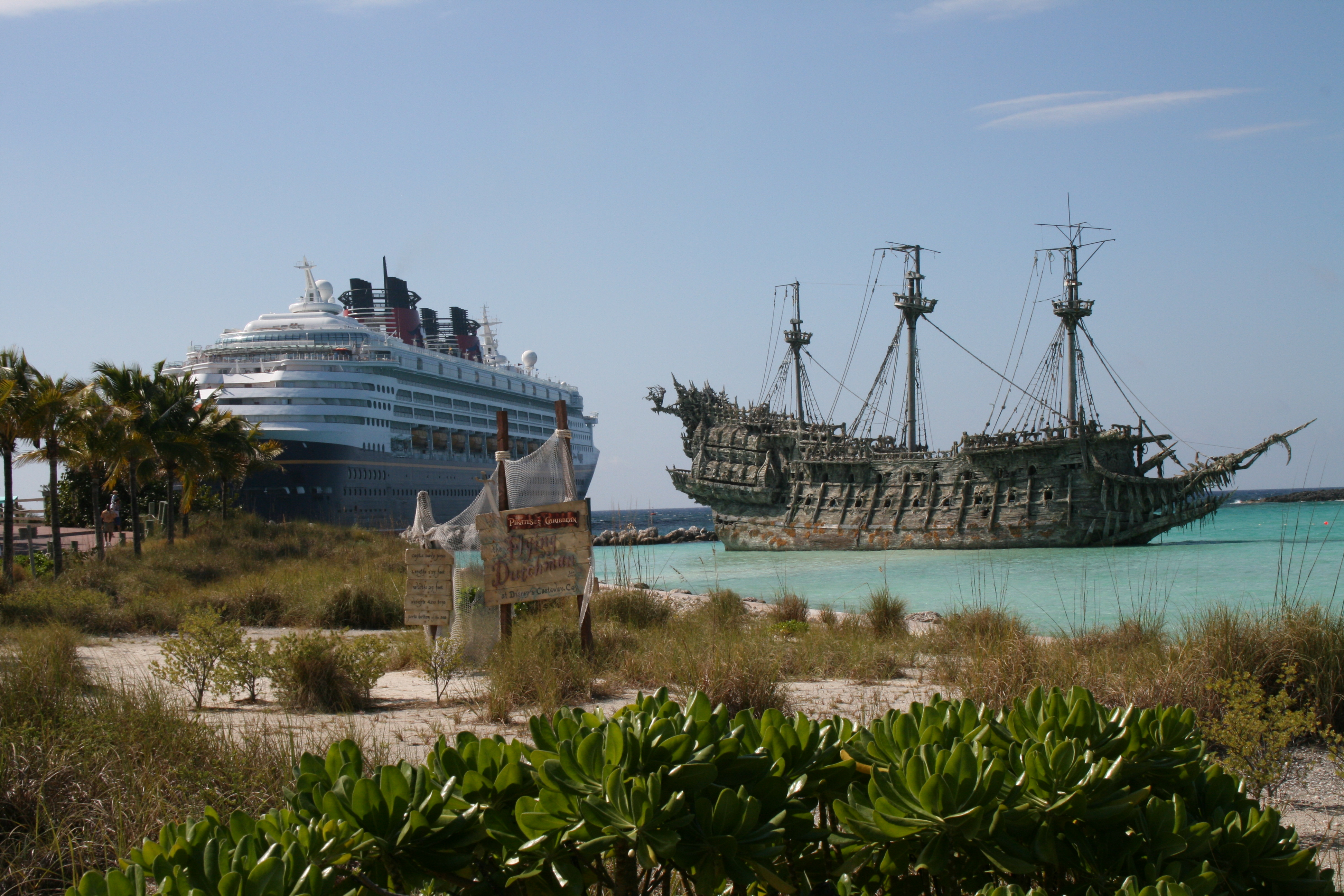
Le Hollandais volant des films Pirates des Caraïbes.

Les deux plages communiquent mais l'une des avancées permet de les dissocier. Chacune des avancées accueillent un bâtiment. Celui qui est situé entre les deux plages est le Heads-Up Bar pour se rafraîchir. L'autre est une boutique baptisée She Sells  and Everything Else (noter le jeu de mots avec les coquillages). Au pied de la boutique l'embarcadère de Gil's Fins and Boats permet d'explorer le lagon.
Afin d'amuser les enfants, une statue sous-marine de Mickey trône au fond du lagon.
Le 5 juillet 2006, une réplique grandeur nature du Hollandais volant, issu de la saga Pirates des Caraïbes a été installée dans le lagon de Castaway Cay.

### La forêt
Elle est intacte sauf dans la partie délimitée par la piste d'aviation qui se prolonge par des bâtiments de service (dont des logements) et une usine de traitement de l'eau. Plus de 200 ha sont encore vierges.
Une partie peut toutefois être « visitée » entre la plage des adolescents et celles des adultes.

### La piste d'aviation

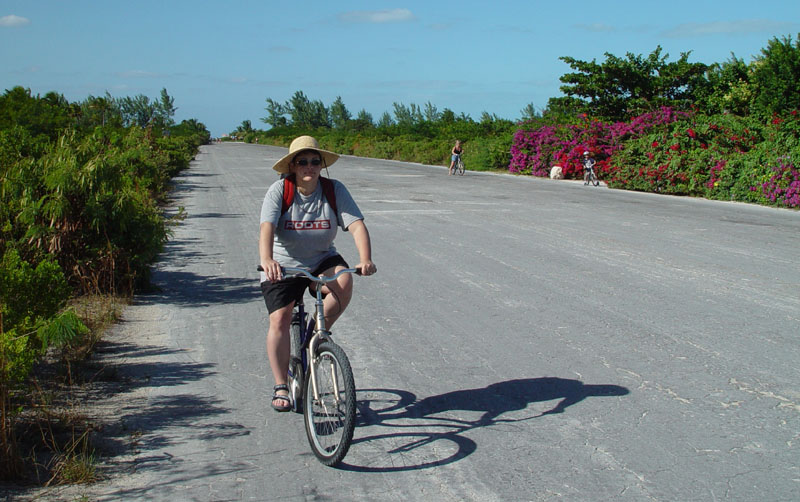
Piste de Castaway Cay, utilisée pour du vélo

Cette piste fait surtout partie du thème développé par Disney et accueille plusieurs vieux avions décorés comme pendant la Seconde Guerre mondiale avec des personnages Disney. Plusieurs hangars, des ateliers et une pompe à essence complètent le décor.
Une piste d'hélicoptère marque l'intersection de la piste et de la route rejoignant le port en traversant Castaway Cay Central.
La piste semble toutefois être utilisable en cas de nécessité bien que l'hélicoptère soit le moyen de transport le plus courant dans les îles des Bahamas.

### Le tram
Disney a installé sur l'île une ligne de trams desservant quatre arrêts. Elle permet aux visiteurs de se déplacer plus vite et plus confortablement.
Le premier arrêt se situe au niveau de l'isthme de la presqu'île en bout de port.

Le deuxième arrêt se situe au niveau de l'entrée de Scuttle's Cove sur la droite de Castaway Cay Central.

Le troisième se trouve sur la gauche de Castaway Cay Central entre la Castaway Family Beach et la Teen Beach à proximité des hangars de la piste d'aviation.

Le quatrième est situé à l'autre bout de la piste et dessert la Serenity Bay, réservée aux adultes.

## Le lieu de séjour
Disney, comme pour ses autres lieux de séjour, a donné un thème, "l'île" : c'est une communauté d'îliens qui aurait construit des bâtiments improvisés comme après qu'un bateau se fut échoué.
Toutefois les constructions sont très propres, comme dans les parcs. À la différence du bateau et des parcs les boutiques n'acceptent pas les Disney Dollar, sauf le bureau de poste.
Comme les autres îles privées, il n'y a aucun colporteur ou mendiant et les mouvements de foule sont prévus à l'avance afin d'organiser au mieux les animations sur les plages. De même, les activités annexes sont une source de revenus importante pour la société de croisière car la plupart des locations telles que jet-ski ou barques ne sont pas incluses dans le forfait.
Disney a organisé l'île selon les thèmes chers à la clientèle visée. Ainsi on peut dénombrer trois plages et une zone de jeux : pour les enfants, la famille, les adolescents et les adultes.

### Castaway Cay Central
Castaway Cay Central est le village de l'île, située en bordure de la Castaway Family Beach. Il accueille principalement le centre de secours, des toilettes et des douches.
Deux restaurants permettent aussi de manger :
- Coockie's Bar-B-Q
- Conched Out Bar
- Une boutique, Cultural Illusions, propose des œuvres des artisans locaux (amenés par bateaux des îles proches)

Derrière les cuisines du restaurant, bien cachées parmi les arbres, un bâtiment permet aux employés et aux résidents temporaires de dormir sur l'île.

### Castaway Family Beach

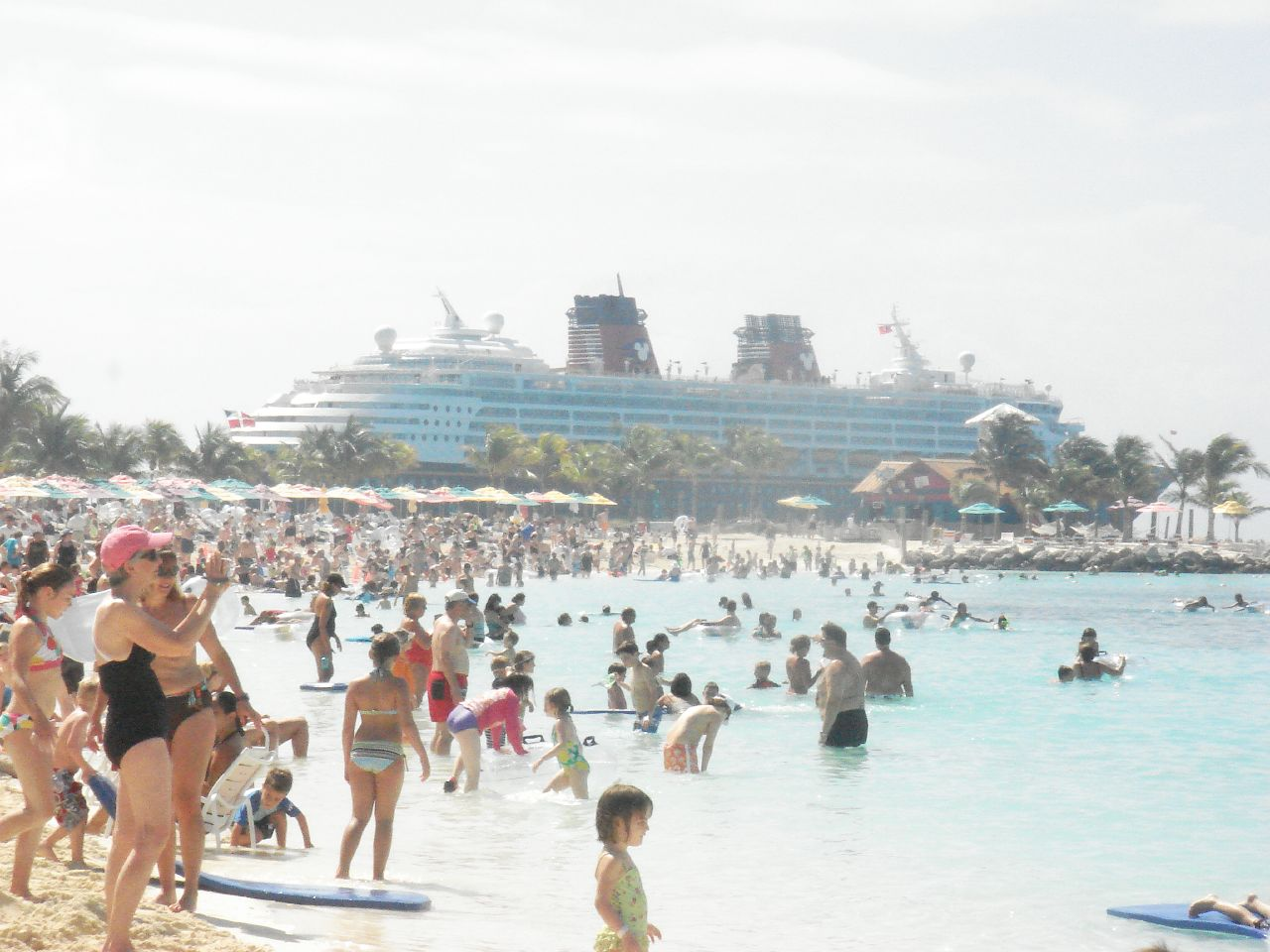
Plage de Castaway Cay.

Castaway Family Beach est la plage principale et centrale de l'île. C'est celle destinée à la famille. La plage est en partie recouverte de transats et de nombreux bâtiments longent la zone marquant une séparation avec la zone pour les enfants, Scuttle's Cove, située derrière eux.

### Scuttle's Cove
Scuttle's Cove est une aire de jeux pour les enfants de 3 à 12 ans. Elle est baptisée d'après le nom anglais de la mouette déjantée de la Petite Sirène. Elle ne possède pas d'accès à la plage et se situe derrière les bâtiments qui la sépare de la Castaway Family Beach.
Un arrêt du tram se trouve juste à l'entrée de cette zone.
- Monstro Point est un site de fouille dans le sable à la recherche des os de la baleine Monstro, celle de Pinocchio (1940).

### Teen Beach: Neverland
Située dans la dernière et la plus petite des baies du Snorkel Lagoon, cette plage est dévolue aux adolescents. Ils peuvent s'y amuser sans la surveillance constante de leurs parents. Des terrains de sports comme le volley ont été aménagés sur la plage.

### Serenity Bay
Serenity Bay est une plage réservée aux adultes. Elle est située au bout de la piste d'aviation et ne donne pas sur le lagon. Un tram dessert la zone.
- Le Castaway Air Bar permet de se rafraîchir
- La Windsock Hut permet de louer des embarcations
- Plusieurs cabanes de massages offrent leur service

### Castaway Cay Shore Excursions
Castaway Cay Shore Excursions est le nom du service d'excursions autour de l'île proposé par Disney.
L'"exploration" se déroulerait suivant deux thèmes: tout d'abord, la beauté naturelle de la faune tropicale de l'île et ensuite, la vie exotique sous-marine dans l'eau transparente des Caraïbes.
Mais il s'agit en réalité d'un ensemble d'activités sportives ou éducatives :
- sur l'île
  - vélo
  - marche
- dans le lagon
  - catamaran
  - bateau à fond transparent
  - plongée
  - pêche
  - bouée géante
- en dehors du lagon
  - kayak
  - parachute ascensionnel

## Les coulisses
Castaway Cay, comme la plupart des lieux de séjours Disney possède des parties exclusivement réservées aux employés avec des plages privées et des zones de loisirs.
Crew Beach (plage pour l'équipage) est l'un des lieux favoris de détente pour les employés à l'écart des touristes. Il est situé au bout de la piste à proximité de la plage pour les adultes.
L'île n'est pas habitée sauf temporairement par des personnes venues des îles proches et engagées par Disney comme le prêtre. Il faut savoir que les repas servis et les articles vendus sur l'île débarquent deux heures avant le bateau qui amène les visiteurs.
Comme indiqué plus haut, des logements ont été construits pour les employés de Disney, derrière les cuisines du restaurant et dans le prolongement de la piste d'aviation, séparés et cachés des visiteurs par quelques arbres.